# Homo homini lupus

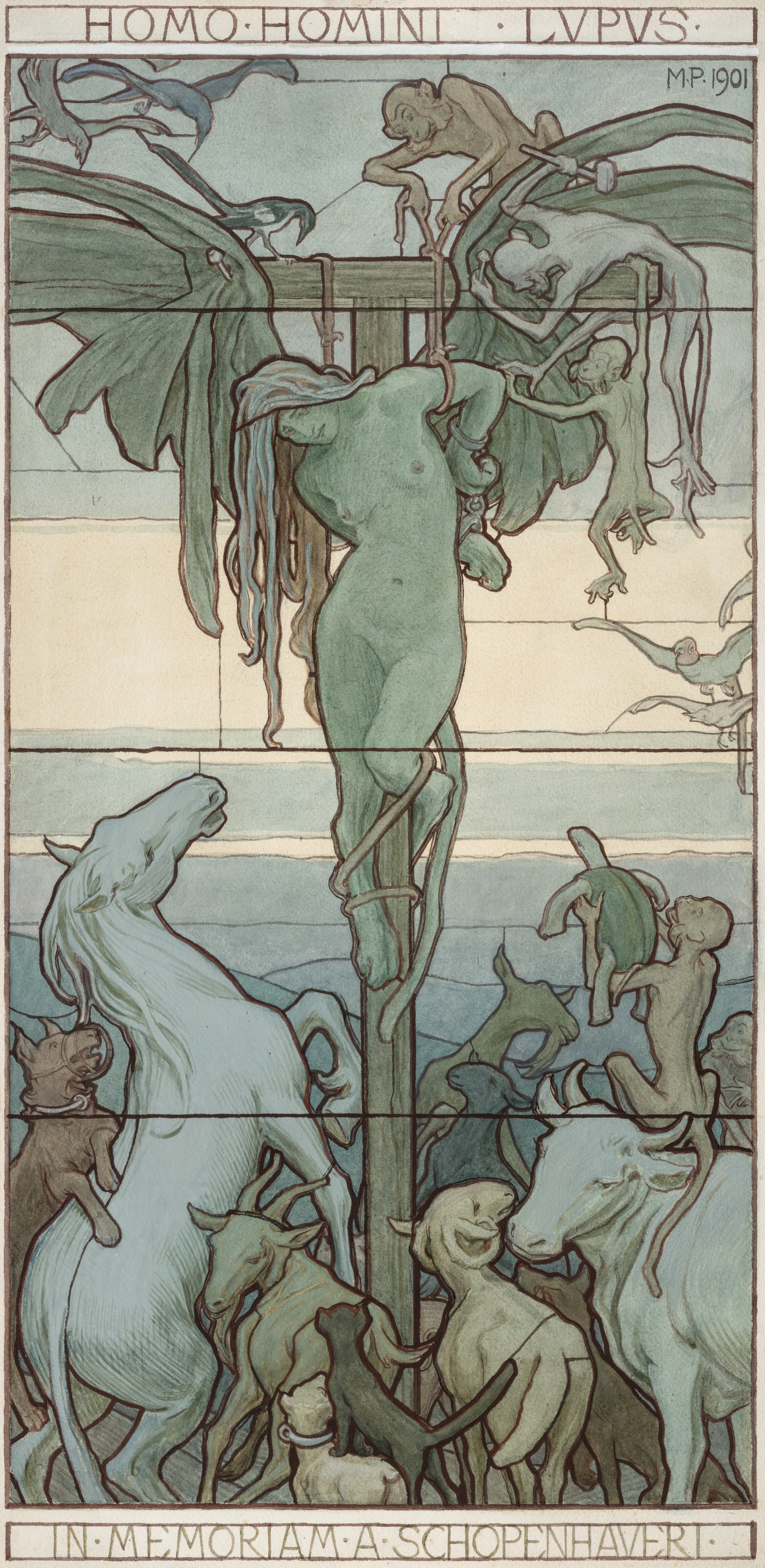
Max Pirner, Homo homini lupus (1901), akvarel 960 x 474 mm

Homo homini lupus est é uma expressão latina que significa “o homem é o lobo do próprio homem”. Foi criada por Plauto (254-184 a.C.) em sua obra Asinaria, mais tarde sendo popularizada por Thomas Hobbes, filósofo inglês do século XVII, na sua obra Do Cidadão.

## História
Uma variação do provérbio apareceu na linha 495, na peça Asinaria de Plauto: "Lupus est homō hominī, nōn homō, quom quālis sit nōn nōvit", que foi traduzido como "O homem não é homem, mas um lobo, para um estranho", ou mais precisamente "Um homem é um lobo, não um homem, para outro homem que ele ainda não conheceu".
Como contraponto, Séneca escreveu em sua obra Epistulae morales ad Lucilium (especificamente, Epistula XCV, parágrafo 33), "homō, sacra rēs hominī", que foi traduzida como "homem, objeto de reverência aos olhos do homem".